# Casa chica
La casa chica es una forma de concubinato de la sociedad mexicana que data al menos de tiempos del Virreinato de Nueva España. 
Consiste en una familia secundaria, con mujer e hijo(s), que algunos varones casados mantienen aparte de su familia principal «la casa grande». El varón corre con los gastos de esta segunda familia y la visita con frecuencia variable, pero sus miembros tienen un rango social inferior al de la «legítima», y no hay lazos formales de matrimonio entre él y su otra mujer. 
Entre los motivos de esta costumbre se encuentran el mayor estatus social tradicionalmente atribuido a un hombre con varias mujeres (lo que indica tanto potencia sexual como capacidad pecuniaria) y la realidad de que las mujeres viudas o abandonadas por otros hombres no podían aspirar a un «matrimonio tradicional».
Con la modernización de la sociedad mexicana (como la emancipación de la mujer, la aceptación de las parejas de hecho, el divorcio, el aumento del costo de vida, etc.), esta institución está desapareciendo como una formalidad, pero sigue siendo un concepto asociado a aquel varón infiel que lleva una doble vida con la segunda familia de la casa chica.

## Enlaces
- - The Truth about Alicia, cuento breve de Ana Consuelo Matiella que toca este tema